# Melectoides niveiventris
Melectoides niveiventris là một loài Hymenoptera trong họ Apidae. Loài này được Friese mô tả khoa học năm 1925.